# Teorem o međuvrijednostima
U matematičkoj analizi, teorem o međuvrijednostima kaže da, ako neprekidna funkcija f, sa segmentom [a, b] kao svojom domenom, poprima vrijednosti f(a) i f(b) na svakom kraju segmenta, onda isto tako ona i poprima svaku vrijednost između f(a) i f(b) u nekoj točki segmenta.
Ta tvrdnja ima dva važna korolara:
- Ako neprekidna funkcija ima vrijednosti suprotnog predznaka unutar segmenta, onda ona ima korijen u tom segmentu (Bolzanov teorem).
- Slika neprekidne funkcije definirane na segmentu je također segment.

## Motivacija
Teorem obuhvaća intuitivno svojstvo neprekidnih funkcija: neka je f neprekidna na [1, 2] sa znanim vrijednostima f(1)=3 i f(2)=5. Tada graf od y=f(x) mora proći kroz horizontalnu liniju y=4 dok x ide od 1 do 2. To predstavlja ideju da se graf neprekidne funkcije na segmentu može nacrtati bez da se podigne olovka s papira.

## Teorem
Teorem o međuvrijednosti kaže sljedeće.
Neka je dan segment {\displaystyle I=[a,b]} u {\displaystyle \mathbb {R} } i neprekidna funkcija {\displaystyle f:I\mapsto \mathbb {R} }. Tada:
- Inačica 1. Ako je u broj između f(a) i f(b), to jest, {\displaystyle \min(f(a),f(b))<u<\max(f(a),f(b))} tada postoji unutarnja točka c segmenta I takva da je {\displaystyle c=f(u)}.

- Inačica 2. Slika {\displaystyle f(I)} je također segment, ili sadrži {\displaystyle [f(a),f(b)]} ili {\displaystyle [f(b),f(a)]}.

Bilješka: Inačica 2 kaže da skup vrijednosti funkcije nema prazninu. Za svake dvije funkcijske vrijednosti {\displaystyle c<d}, čak i ako su izvan intervala između f(a) i f(b), sve točke u segmentu [c, d] su također vrijednosti funkcije: {\displaystyle [c,d]\subset f(I)}.
Podskup realnih brojeva bez unutarnje praznine je interval. Inačica 1 je prirodno sadržana u Inačici 2.

## Veza s potpunošću
Teorem ovisi o, i ekvivalentan je, potpunosti realnih brojeva. Teorem o međuvrijednosti ne odnosi se na racionalne brojeve, jer praznine postoje između racionalnih brojeva; iracionalni brojevi pune te praznine. Na primjer, funkcija {\displaystyle f(x)=x^{2}-2} za {\displaystyle x\in \mathbb {Q} } zadovoljava f(0) = -2 i f(2) = 2. Međutim, ne postoji racionalni broj x takav da je f(x) = 0, jer je {\displaystyle {\sqrt {2}}} iracionalan broj. 

## Povijest
Za u = 0 tvrdnja je znana pod nazivom Bolzanov teorem. Taj teorem je prvi dokazao Bernard Bolzano u 1817. Augustin-Luis Cauchy je dao još jedan dokaz 1821. Oba su bila inspirirana ciljem formalizacije analize funkcija i djelima Josepha-Louisa Lagrangea. Ideja da neprekidne funkcije imaju svojstvo međuvrijednosti ima raniji izvor. Simon Stevin je dokazao teorem o međuvrijednosti za polinome (upotrebljavajući polinom trećeg stupnja kao primjer) dajući algoritam za konstrukciju decimalnog zapisa rješenja. Algoritam iterativno dijeli interval na 10 dijelova, stvarajući dodatnu znamenku na svakom koraku iteracije. Prije nego što je formalna definicija neprekidnosti dana, svojstvo međuvrijednosti je dano kao dio definicije neprekidne funkcije. Louis Arbogast je pretpostavio da funkcije nemaju skokova, zadovoljavaju svojstvo međuvrijednosti i imaju inkremente čije veličine odgovaraju veličinama inkrementa varijable. Raniji autori držali su da je rezultat očit i da ne zahtijeva dokaz. Uvid Bolzana i Cauchya je bio definiranje općenitog koncepta neprekidnosti (preko infinitezimalnih veličina u Cauchyevom slučaju i koristeći nejednakosti u Bolzanovom slučaju), i davanje dokaza baziranog na takvim definicijama.